# Вулиця Шевченка (Миколаїв)
Вулиця Шевченка — вулиця в історичній частині міста Миколаєва.

## Розташування

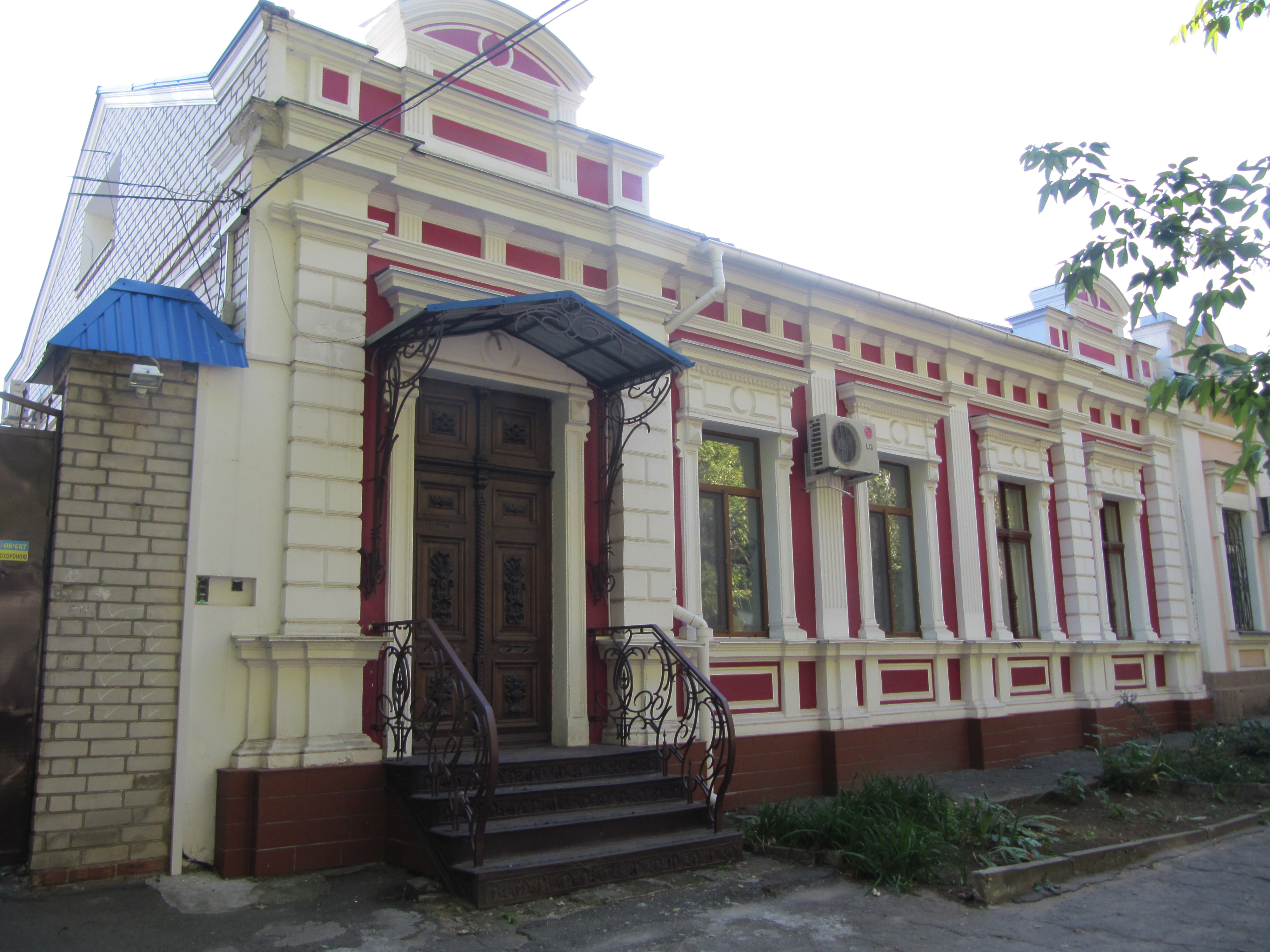
Житловий будинок на вулиці Шевченка

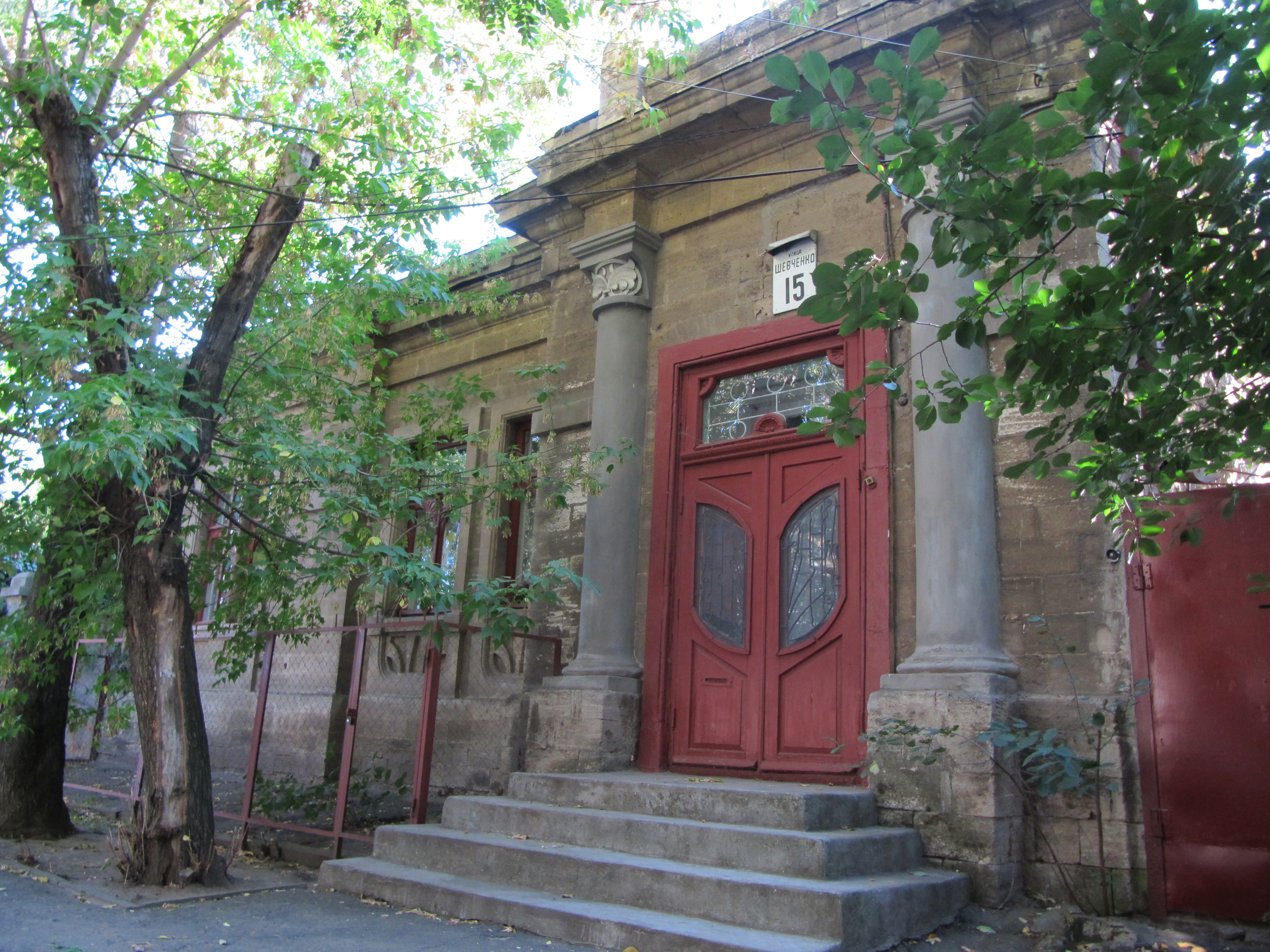
Житловий будинок-особняк на вулиці Шевченка, 15

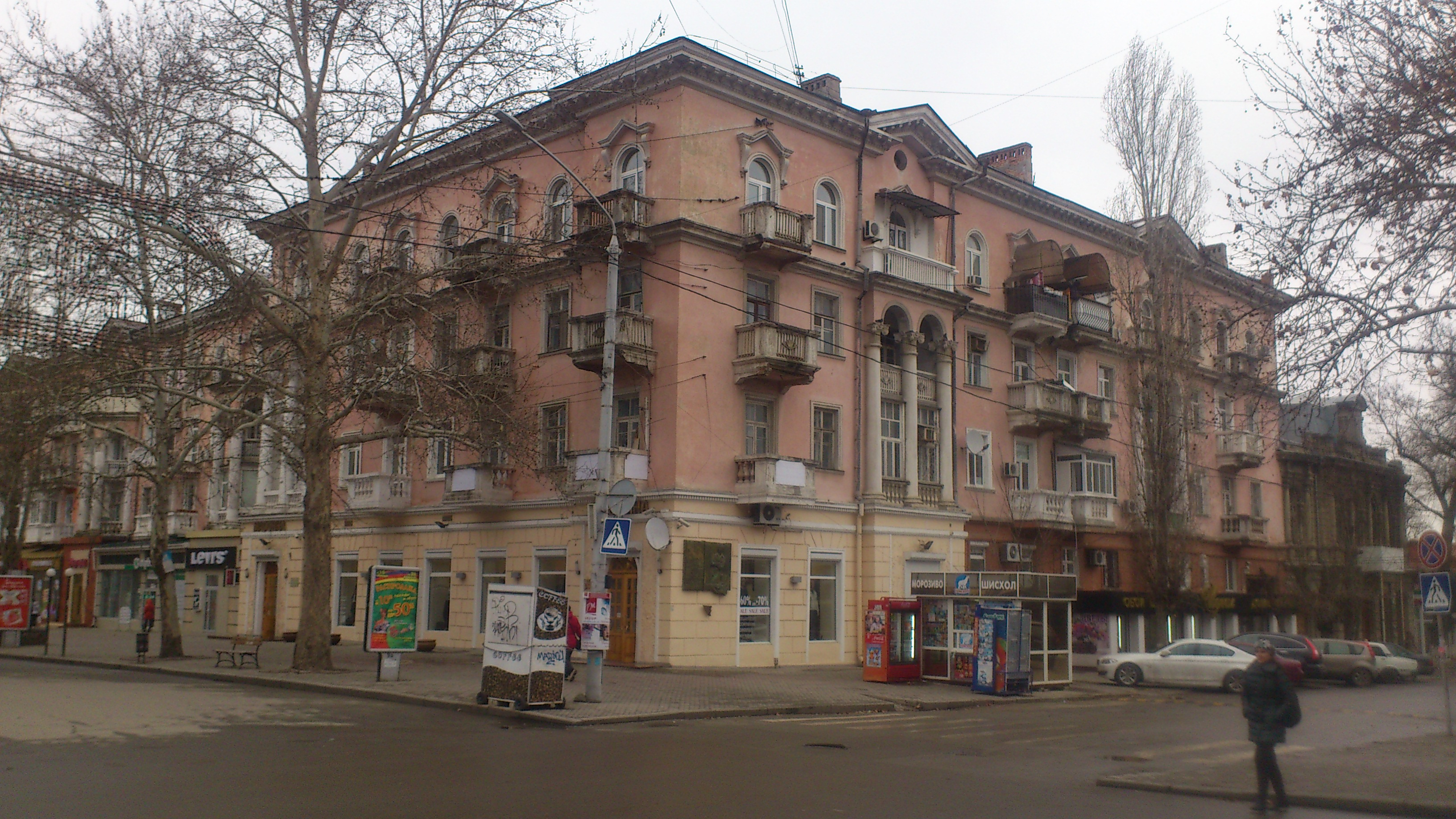
Будинок на розі Соборної і Шевченка

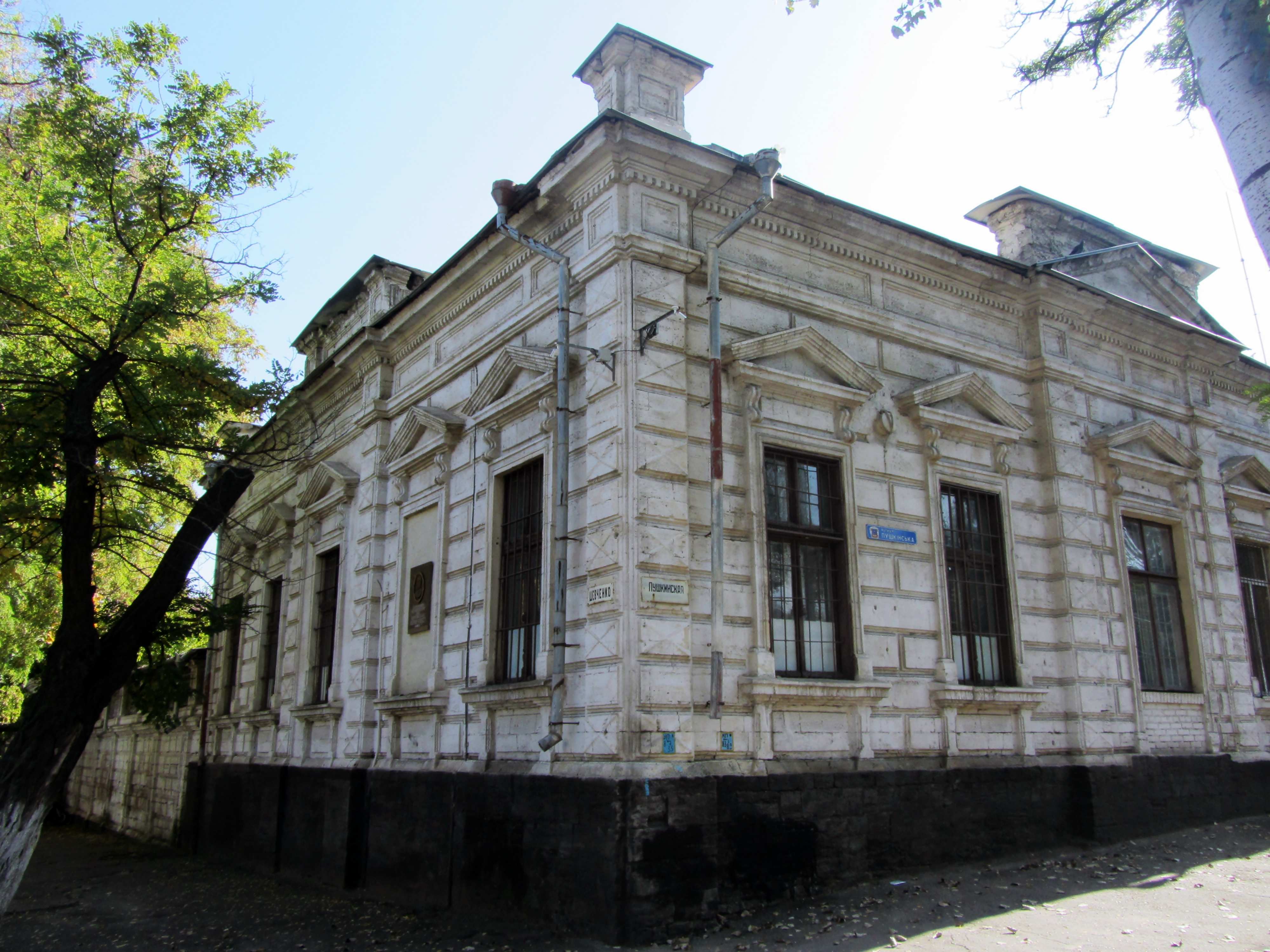
Ансамбль будівель громадського призначення ІІ пол. XIX ст.

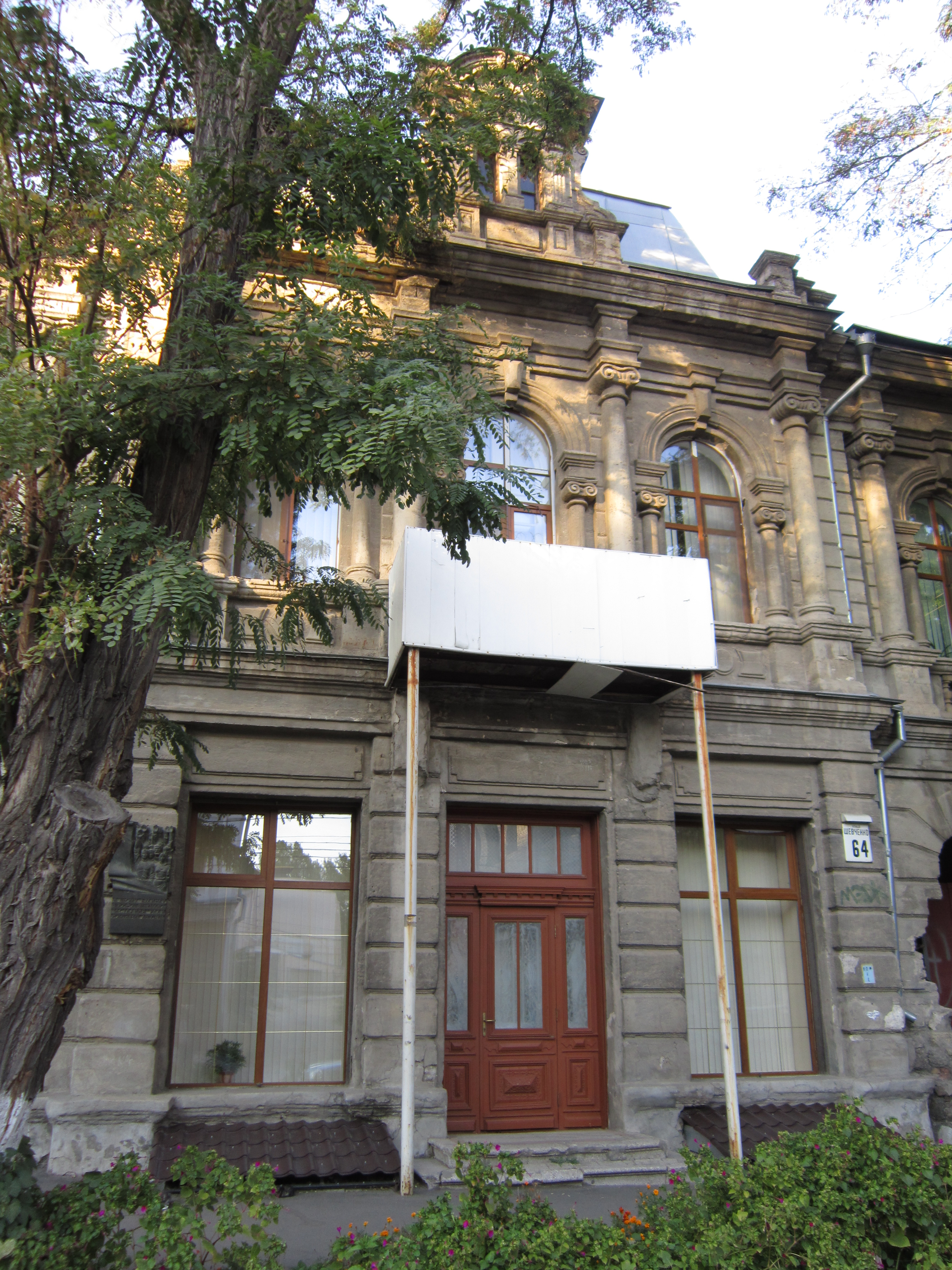
Будинок на Шевченка 64, де пройшло засідання першої в Миколаєві Ради робітничих депутатів

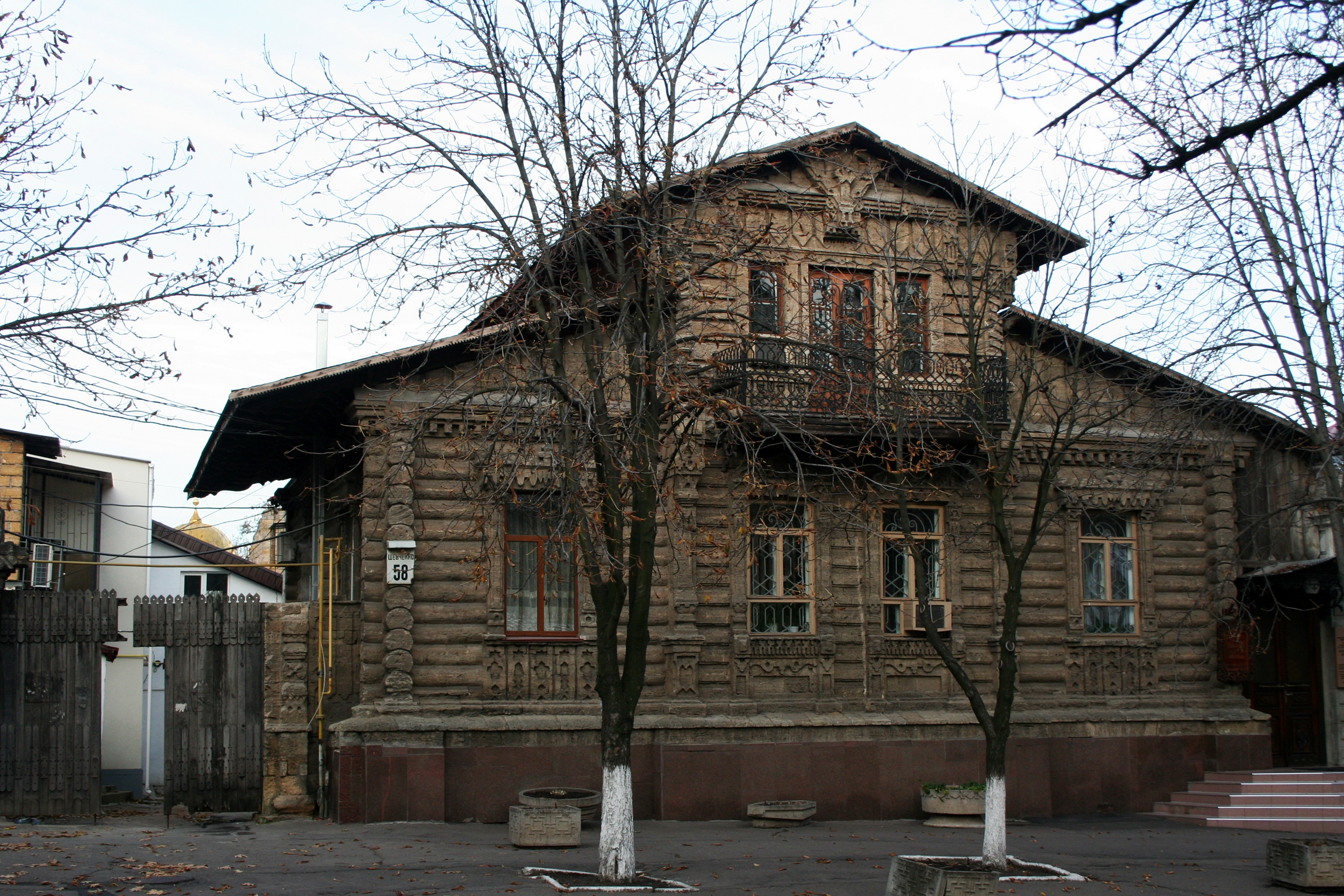
Пам'ятка архітектури — Житловий будинок 1840 р.

Вулиця Шевченка — поздовжня вулиця в Городовій частині старого Миколаєва. Нині вона обмежена зі сходу вулицею Терасною, а із заходу Громадянською вулицею. Має протяжність близько 2 км.

## Історія
Перша назва Рі́зницька вулиця дана поліцмейстером П. І. Федоровим, але не затверджена адміралом О. С. Грейгом в 1822 р., пов'язана з тим, що вулиця закінчувалася у колишнього волового двору, де знаходилася рі́зниця (бійня з лавками). У 1835 р. поліцмейстер Г. Г. Автомонов запропонував назву Таврійська вулиця, яка стала офіційною — на честь сусіднього Криму, де знаходилася оперативна база Чорноморського флоту м. Севастополь (антична назва Криму — Таврида).
У 20-ті роки 20 століття перейменована на вулицю Шевченка — в пам'ять про великого українського поета Тараса Григоровича Шевченка. Вірші Кобзаря були широко відомі в Миколаєві, хоча самому Тарасу Григоровичу побувати тут не довелося. Але він мав намір відвідати Одесу, де в нього було чимало друзів, а також Миколаїв і Херсон.
Переїжджаючи від села до села, поет дістався до містечка Голоскове що на Миколаївщині (нині Кривоозерський район), де зупинився в будинку мельника Франца Яшовського.
На миколаївській землі поет пробув три дні. Свою мрію — побувати в Одесі він так і не здійснив: на Шевченка надійшов донос, а незабаром у супроводі пристава і жандарма він був доставлений до Києва.

## Пам'ятки та будівлі
- На початку вулиці Шевченка розбитий гарний однойменний сквер. У 1958 році тут було встановлено пам'ятник великому українському поетові Тарасові Шевченку — триметрова фігура з бетону на кам'яному п'єдесталі. Автор — скульптор І. Диба. У 1985 році цей пам'ятник знову відкрили після реставрації.
- № 15 — Пам'ятка архітектури, житловий будинок-особняк початок XX ст.
- Невеликий одноповерховий критий черепицею будинок під № 23. У ньому в період 1904—1907 років з деякими перервами мешкав з родиною революціонер, видатний діяч польського, російського і міжнародного робітничого руху Фелікс Якович Кон. 15 березня 1907 він залишив Миколаїв, оскільки йому було заборонено проживання в місті.
- № 45 — Пам'ятка архітектури, ансамбль будівель громадського призначення ІІ половини XIX століття.
- № 58 — Пам'ятка архітектури, житловий будинок 1840 р.
- На згадку про перебування в Миколаєві О. С. Пушкіна на будинку № 64-а встановлена меморіальна дошка. Дошка являє собою дві сторінки розгорнутої книги, напис свідчить: «На цьому місці був будинок поштової станції, де проїздом зупинявся в 1820—1824 р. р. О. С. Пушкін.»
- У будинку № 64 в XIX столітті працювало Миколаївське відділення російського технічного товариства. У листопаді 1905 року в цій будівлі відбулося засідання першої в Миколаєві Ради робітничих депутатів, про що нагадує меморіальна дошка, встановлена на його фасаді.